# Stazione di Quarto d'Altino
La stazione di Quarto d'Altino è una stazione ferroviaria di superficie in provincia di Venezia.

## Storia
Nel 1947 la stazione mutò denominazione da "San Michele del Quarto" a "Quarto d'Altino". Tra Quarto d'Altino e Meolo era presente un Posto Movimento denominato PM Sile per il passaggio da doppio a singolo binario ed una fermata Cà Tron che serviva il comune di Roncade

### SFMR

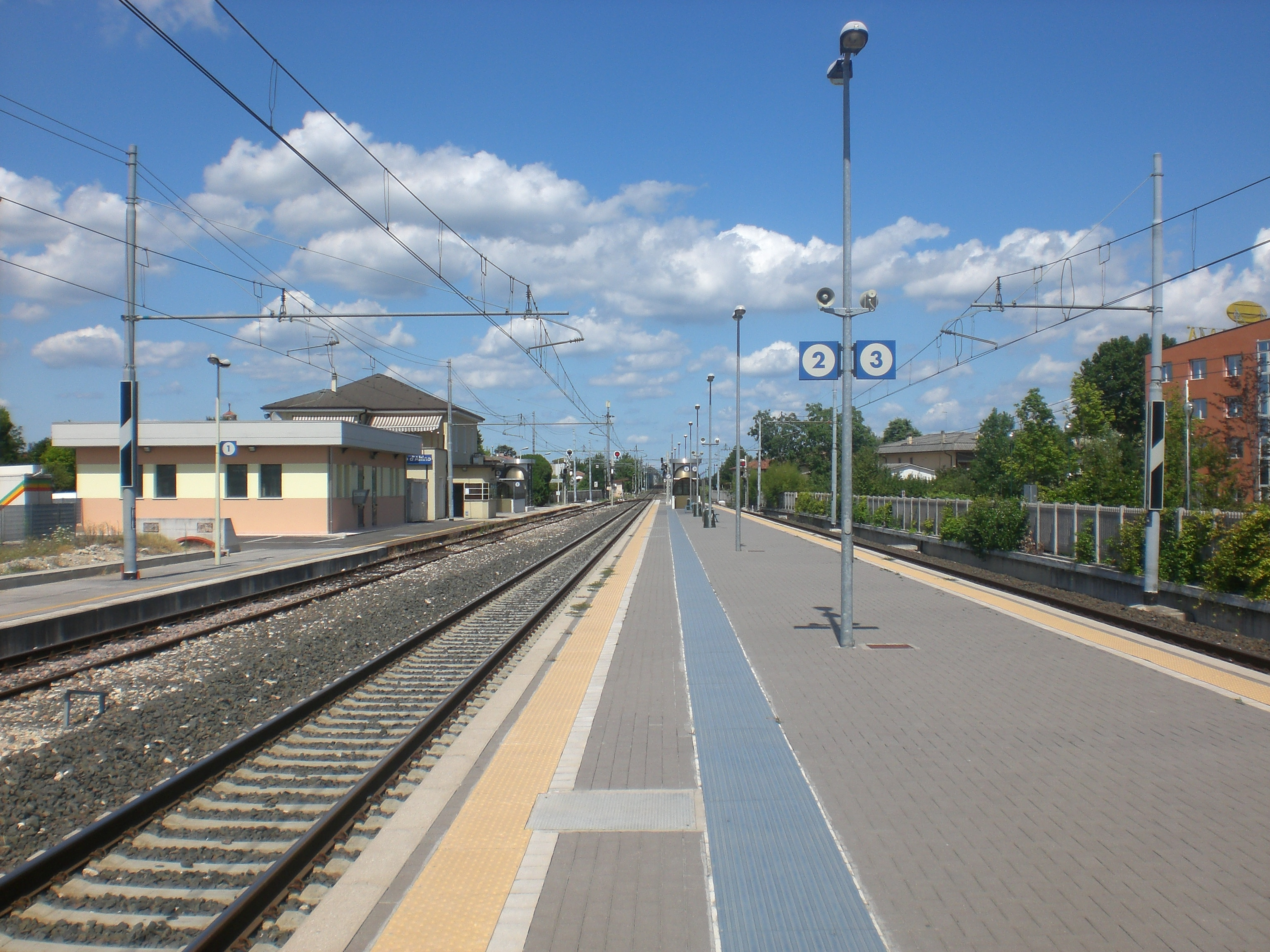
La banchina dei binari 2 e 3 prima della realizzazione delle pensiline nel 2015; si noti a sinistra l'impianto ACEI

Nei primi anni 2000 è stata oggetto di pesanti lavori ai marciapiedi e ai binari per adeguarla agli standard SFMR. Il binario 3 è stato spostato al confine esterno dell'area di stazione, ricavando spazio per un grande marciapiede ad isola al centro dei binari 2 e 3; le dimensioni del nuovo marciapiede hanno consentito di sostituire l'attraversamento pedonale a raso con un sottopassaggio fornito di ascensore. In aggiunta sono state rinnovate illuminazione e segnaletica ed è stato ridipinto il fabbricato viaggiatori; solo nel 2015 invece è stata completata l'installazione delle pensiline. In aggiunta è stata anche chiusa la biglietteria, sostituita da emettitrici automatiche, oggetto di critiche per la loro criticità di funzionamento. Le stesse emettitrici automatiche sono state sostituite nel giugno 2009 con due più funzionali e multilingui.
Sempre nell'ambito del progetto SFMR, il 31.12.2008 è stato soppresso il passaggio a livello della frazione Le Crete, sostituito da un sottopassaggio con pista ciclabile che fa parte della nuova viabilità funzionale al Passante di Mestre; il 9 febbraio 2009 è stato chiuso anche il PL adiacente alla stazione, in concomitanza con l'apertura del sottopassaggio ciclopedonale tra via Stazione e via Kennedy, i cui lavori sono iniziati a fine 2007.

### Lavori
Nonostante questi lavori non era ancora stata realizzata la fermata prevista per gli autobus. La piccola sala d'attesa, dove sono poste le biglietterie self-service, non è accessibile ai disabili al contrario delle banchine dei binari.
Nel 2009 inoltre è stata ampliata la capienza del parcheggio di 180 posti con una nuova viabilità d'accesso; purtroppo la risistemazione del piazzale ha provocato la scomparsa dell'ampia tettoia che copriva gli stalli per le biciclette.
Venuta meno la necessità di comandare manualmente i PL, è previsto anche l'impresenziamento della stazione, che verrà gestita in telecomando da Mestre.
Solo Lunedì 8 Gennaio 2024 è stata realizzata la fermata per gli autobus ACTV(in servizio sperimentale con collegamento Quarto D'Altino F.S.- Favaro), in corrispondenza dello spazio adibito alle biciclette, ed è stata inoltre rinnovata la segnaletica.
Sempre nello stesso periodo sono iniziati i lavori di ritinteggiatura e aggiornamento del vecchio edificio della stazione.

## Movimento
A Quarto d'Altino fermano tutti i treni regionali (compresi gli ex-interregionali ora classificati Regionali Veloci) della Linea Venezia-Trieste.
Il materiale rotabile impiegato è molto vario e può essere classificato in questo modo: generalmente i treni Trieste-Venezia-Trieste vengono solitamente effettuati con carrozze MDVE o MDVC(solo in alcuni casi vengono impiegati treni Vivalto, mentre i treni Venezia-Portogruaro-Venezia vengono effettuati con TAF, Minuetto, Vivalto, e (dal 2019) con i più moderni treni "Rock" e "pop". I convogli ALe 801 detti "Fanta", che verso metà anni '90 costituivano la maggioranza dei treni in sosta, non sono più utilizzati.

## Orari
I collegamenti da e per Venezia e Portogruaro avvengono circa ogni 30 minuti, precisamente:
- Treni per Venezia Santa Lucia alle .55 di ogni ora
- Treni per Venezia Mestre alle .18 di ogni ora (in certe ore anche alle .45)
- Treni per Portogruaro-Caorle alle .39 di ogni ora (in certe ore anche alle .12)
- Treni per Trieste C. alle .02 di ogni ora

## Servizi
La stazione dispone dei seguenti servizi:
- Biglietterie self-service
- Parcheggio
- Sottopassaggio
- Servizi igienici[2]
- Accessibilità per portatori di handicap (solo per l'accesso ai binari)
- Ascensori
- Taxi (NCC)
- Parcheggio per biciclette
- Sala d'attesa[3]
- Telefono pubblico[4]